# Maiken Caspersen Falla
Maiken Caspersen Falla (Lørenskog, 13 de agosto de 1990) es una deportista noruega que compite en esquí de fondo.
Participó en cuatro Juegos Olímpicos de Invierno, entre los años 2010 y 2022, obteniendo en total tres medallas, oro en Sochi 2014 en la prueba de velocidad inidvidual y plata y bronce en Pyeongchang 2018, en velocidad individual y por equipo (junto con Marit Bjørgen), respectivamente.
Ganó diez medallas en el Campeonato Mundial de Esquí Nórdico entre los años 2011 y 2021.

## Palmarés internacional
| Juegos Olímpicos   | Juegos Olímpicos            | Juegos Olímpicos  | Juegos Olímpicos     |
| Año                | Lugar                       | Medalla           | Prueba               |
| ------------------ | --------------------------- | ----------------- | -------------------- |
| 2014               | Sochi (Rusia)               | Medalla de oro    | Velocidad individual |
| 2018               | Pyeongchang (Corea del Sur) | Medalla de plata  | Velocidad individual |
| 2018               | Pyeongchang (Corea del Sur) | Medalla de bronce | Velocidad por equipo |
| Campeonato Mundial |                             |                   |                      |
| Año                | Lugar                       | Medalla           | Prueba               |
| 2011               | Oslo (Noruega)              | Medalla de bronce | Velocidad por equipo |
| 2013               | Val di Fiemme (Italia)      | Medalla de bronce | Velocidad individual |
| 2015               | Falun (Suecia)              | Medalla de oro    | Velocidad por equipo |
| 2015               | Falun (Suecia)              | Medalla de bronce | Velocidad individual |
| 2017               | Lahti (Finlandia)           | Medalla de oro    | Velocidad individual |
| 2017               | Lahti (Finlandia)           | Medalla de oro    | Velocidad individual |
| 2017               | Lahti (Finlandia)           | Medalla de oro    | Relevo 4 × 15 km     |
| 2019               | Seefeld (Austria)           | Medalla de oro    | Velocidad individual |
| 2019               | Seefeld (Austria)           | Medalla de bronce | Velocidad por equipo |
| 2021               | Oberstdorf (Alemania)       | Medalla de plata  | Velocidad individual |